# HC Neftekhimik Nizhnekamsk
HC Neftekhimik Nizhnekamsk é um clube de hóquei no gelo profissional russo sediado em Nizhnekamsk, Tatarstão. Eles são membros da Liga Continental de Hockey.

## História
Fundando originariamente em 1968, por trabalhadores da petroquímica Nizhnekamskneftekhim, quando ingressaram em ligas regionais.
São membros da Liga Continental de Hockey desde a primeira temporada.